# Drooghout
Drooghout (Frans: Sec-Bois) is een gehucht in de Franse gemeente Oud-Berkijn in het Noorderdepartement. Het ligt ruim drie kilometer ten noordwesten van het centrum van Oud-Berkijn, tussen dit dorp en Hazebroek.
De oorspronkelijke naam van het plaatsje is "Drooghout", later is dit verfranst naar "Sec-Bois". Beide vormen van de naam worden nog gebruikt.

## Bezienswaardigheden
- De Sint-Carolus Borromeuskerk (Église Saint-Charles Borromée), een 19e-eeuwse kerk die na de Eerste Wereldoorlog werd gerestaureerd. Het is een neoromaans bakstenen kruiskerkje met voorgebouwde toren.
- Op de Begraafplaats van Drooghout bevinden zich zeven Britse oorlogsgraven uit de Eerste Wereldoorlog.

## Nabijgelegen kernen
Hazebroek, Borre, Pradeels, Oud-Berkijn